# Roger Nilsen
Roger Nilsen (* 8. August 1969 in Tromsø) ist ein ehemaliger norwegischer Fußballspieler und heutiger -trainer. 

## Werdegang

### Verein
Nilsen begann in der Jugend von Kvaløysletta, bevor er 1987 seinen ersten Profivertrag bei seinem Heimatverein Tromsø IL bekam. Nach nur vier Einsätzen in seiner ersten Saison wechselte er 1989 zu Viking Stavanger. In der Winterpause der Saison 1992/93 wurde er nach Deutschland an den abstiegsbedrohten 1. FC Köln ausgeliehen, für den er bis zum Ende der Saison zehn Spiele bestritt. Zurück in Stavanger wechselte er nach England zu Sheffield United, für die er in den folgenden fünf Jahren 166 Ligaspiele bestritt. 1999 wechselte er zu Tottenham Hotspur, wo er jedoch nur dreimal zum Einsatz kam. Zur Saison 1999/2000 wechselte Nilsen nach Österreich zum Grazer AK, ging aber nach nur 13 Liga-Einsätzen 2000 zurück nach Norwegen und spielte von 2000 bis 2001 beim Molde FK und von 2002 bis 2003 für den Bryne FK. Im Anschluss daran spielt er abseits des Profifußballs bei Stavanger IF.

### Nationalmannschaft
Nilsen wurde 1986 erstmals ins Aufgebot der Norwegischen U-16-Nationalmannschaft berufen und bestritt für die Mannschaft acht Spiele. 1987 bis 1989 spielte er sieben Mal für die norwegische U19, zugleich hatte er 1988 vier Einsätze in der U18. Bei der Junioren-Fußballweltmeisterschaft 1989 bestritt er drei Vorrundenspiele für die U-20-Nationalmannschaft. 1989 bis 1992 spielte er für die U-21-Nationalmannschaft insgesamt 19 Länderspiele, in denen ihm zwei Tore gelangen. Am 31. Oktober 1990 gab er sein Debüt für die A-Nationalmannschaft, für die er in zehn Jahren insgesamt 32 Spiele absolvierte.

### Trainer
Nilsen übernahm nach der Ausbildung zum Fußballtrainer 2006 den Trainerposten bei seinem letzten Verein Stavanger IF. Von 2007 bis 2010 betreute er die erste Mannschaft von Viking Stavanger als Co-Trainer. 2014 übernahm er die Frauenmannschaft des IF Fløya in der höchsten norwegischen Frauenliga, nachdem er einen Trainerjob am Norwegian College of Elite Sports in Tromsø angenommen hatte. Im August 2016 wurde er als Trainer seinem Posten enthoben.

## Privates
Roger Nilsen ist der Bruder des ebenfalls erfolgreichen Fußballspielers und -trainers Steinar Nilsen, der für den AC Mailand und den SSC Neapel spielte. Er hat vier Söhne, davon zwei aus seiner ersten Ehe in England, zwei mit seiner aktuellen Lebensgefährtin Torni Myrbakk.